# Megachile leucopogonites
Megachile leucopogonites is een vliesvleugelig insect uit de familie Megachilidae. De wetenschappelijke naam van de soort is voor het eerst geldig gepubliceerd in 1944 door Moure.